# Niccola Crispigni
Niccola Crispigni (* 9. November 1798 in Viterbo, Kirchenstaat; † 29. August 1879) war ein italienischer römisch-katholischer Geistlicher.

## Leben
Crispigni wurde am 16. Juli 1821 zum Priester geweiht.
Papst Gregor XVI. ernannte ihn am 24. Januar 1842 zum ersten Bischof von Poggio Mirteto. Luigi Lambruschini, Kardinalbischof von Sabina, spendet ihn am 6. Februar 1842 die Bischofsweihe. Mitkonsekratoren waren Giuseppe Maria Vespignani, Bischof von Orvieto, und Pietro Angelo Luigi Pacifico Grati OSM, Generalprior der Serviten.
Papst Pius IX. ernannte ihn am 27. März 1867 zum Bischof von Foligno. Er nahm am Ersten Vatikanischen Konzil als Konzilsvater teil.